# Clewer
Clewer este o parohie ecleziastică din Windsor, Regatul Unit.